# The EMBO Journal
The EMBO Journal (pour Journal of the European Molecular Biology Organization, abrégé en EMBO J.), est une revue scientifique bimensuelle à comité de lecture, publiée conjointement par Nature Publishing Group et l'Organisation européenne de biologie moléculaire. Elle est spécialisée dans tous les aspects de la biologie moléculaire. Ses archives sont libres d'accès 12 mois après publication.
D'après le Journal Citation Reports, le facteur d'impact de ce journal était de 10,434 en 2014. Actuellement, le directeur de publication est Bernd Pulverer. 